# Daniel Anyembe
Daniel Anyembe, né le 22 juillet 1998 à Esbjerg au Danemark, est un footballeur international kényan qui évolue actuellement au poste d'arrière droit au Viborg FF.

## Biographie

### Esbjerg fB
Né à Esbjerg au Danemark, Daniel Anyembe est formé à l'Esbjerg fB, club de sa ville natale. C'est avec ce club qu'il débute en professionnel, lors d'un match de Coupe du Danemark face à la modeste équipe de Middelfart G&BK (en), le 11 août 2016. Ce jour-là, il est titulaire au poste d'arrière droit et son équipe s'impose par un but à zéro. Le 4 décembre 2016, Anyembe fait ses débuts en Superligaen face à Brøndby IF, en entrant en jeu en cours de partie. Son équipe réalise le match nul (1-1). Le 17 juin 2017 il prolonge son contrat avec Esbjerg jusqu'à l'été 2020.
Le 23 août 2018 Anyembe prolonge à nouveau, cette fois jusqu'en 2022.

### Viborg FF
Le 17 juillet 2021, Daniel Anyembe s'engage pour un contrat de quatre ans en faveur du Viborg FF,.

### En sélection
Daniel Anyembe possède des origines kenyanes mais il représente son pays natal avec les équipes de jeunes. 
Sélectionné avec l'équipe du Danemark des moins de 19 ans de 2016 à 2017, Anyembe joue un total de six matchs avec cette sélection.
Avec les moins de 20 ans il joue six matchs entre 2017 et 2019.
Le 16 janvier 2019, Anyembe joue son premier match avec l'équipe du Danemark espoirs, face au Mexique. Cette rencontre est remportée un but à zéro par le Danemark.